# Zamkovského chata
Die Zamkovského chata (kurz Zamka) ist eine Berghütte in der slowakischen Hohen Tatra. Sie liegt im unteren Abschnitt des Tals Malá Studená dolina (deutsch Kleines Kohlbachtal), dem nordwestlichen Teil des Tals Studená dolina (deutsch Kohlbachtal) auf einer Höhe von 1475 m n.m.

## Geschichte
Das Schutzhaus entstand als Privatbetrieb des Tatra-Bergführers und Kletterers Štefan Zamkovský aus Levoča, vorher Lastenträger für die höher gelegenen Berghütten Téryho chata und Zbojnícka chata. 1951 (nach anderen Quellen schon 1948) wurde er von der kommunistischen Macht enteignet und zum Hüttenwirt der nahen Bilíkova chata bestimmt, bevor er 1952 als „Kapitalist“ aus der Hohen Tatra ausgewiesen wurde und bis zu seinem Tod im Jahr 1961 in Banská Štiavnica lebte. Die verstaatlichte Hütte erhielt den Namen Chata kapitána Nálepku nach dem slowakischen Offizier und Partisanenkommandanten Ján Nálepka, der aber keine besondere Verbindung zur Hohen Tatra hatte. Im Mai 1989 wurde nahe der Hütte ein kleines Wasserkraftwerk am Bach Malý Studený potok (deutsch Kleiner Kohlbach) installiert, das seither in den Sommermonaten Elektrizität für die Hütte liefert.
In den 1980er und 1990er Jahren war Ladislav Kulanga, ein legendärer Tatra-Hüttenträger, der zu seiner Zeit mehrere Rekorde aufgestellt hatte, als Hüttenwirt beschäftigt. 1991 erhielt die Hütte den ursprünglichen Namen, 1993 bekamen die Nachfahren von Zamkovský die Hütte im Rahmen eines Restitutionsgesetzes zurück. Normalerweise versorgen Hüttenträger die Hütte.

## Tourismus
Die Zamkovského chata liegt nahe dem rot markierten Wanderweg Tatranská magistrála im Teil von Hrebienok zum Skalnaté pleso. Am Abzweig nahe der Hütte beginnt ein grün markierter Wanderweg zur Téryho chata im Hochgebirgskessel Kotlina Piatich spišských plies (deutsch Fünfseenkessel) und weiter zum Hauptkamm der Hohen Tatra am Sattel Sedielko mit Weiterführung nach Tatranská Javorina.
Südwestlich der Zamkovského chata befindet sich der Obrovský vodopád (deutsch Riesenwasserfall). Die Hütte ist ganzjährig geöffnet und wird durch Lastenträger versorgt. Sie bietet Übernachtungsmöglichkeiten (23 Betten und zweimal Aufbettung) nach vorheriger Anmeldung, Notunterkunft im Dachboden sowie Frühstück und Abendessen für Gäste an. Allen Besuchern steht der Imbiss zur Verfügung. 